# Keachi
Keachi es un pueblo ubicado en la parroquia de De Soto en el estado estadounidense de Luisiana. En el Censo de 2010 tenía una población de 295 habitantes y una densidad poblacional de 22,45 personas por km².

## Geografía
Keachi se encuentra ubicado en las coordenadas 32°10′5″N 93°54′52″O / 32.16806, -93.91444. Según la Oficina del Censo de los Estados Unidos, Keachi tiene una superficie total de 13.14 km², de la cual 13.03 km² corresponden a tierra firme y (0.81%) 0.11 km² es agua.

## Demografía
Según el censo de 2010, había 295 personas residiendo en Keachi. La densidad de población era de 22,45 hab./km². De los 295 habitantes, Keachi estaba compuesto por el 79.32% blancos, el 17.29% eran afroamericanos, el 0% eran amerindios, el 1.36% eran asiáticos, el 0% eran isleños del Pacífico, el 0.34% eran de otras razas y el 1.69% pertenecían a dos o más razas. Del total de la población el 6.44% eran hispanos o latinos de cualquier raza.